# مک‌ویلیامز آرویو
مک‌ویلیامز آرویو آسه‌ودو (زادهٔ ۱۵ آذر ۱۳۶۴) بوکسور حرفه‌ای پورتوریکویی است.

## زندگی اولیه
مک‌ویلیامز در کنار برادر دوقلویش، مک‌جو، در شهرداری سیبا در منطقه سواحل شمال شرقی جزیره اصلی پورتوریکو به دنیا آمد. والدین آنها میلگروس آسه‌ودو هرناندز و خوزه آ. آرویو گلابرت هستند. آرویو و برادر دوقلویش از دوران کودکی با بوکس آشنا شدند. در سن ۱۲ سالگی، آنها به گیمانزو فیتو راموس، باشگاهی واقع در شهرداری فاخاردو، پیوستند. در این مکان آنها با آنتونی اوترو، بوکسور آماتور بازنشسته، آشنا شدند که در این مرحله از حرفه‌شان مربی آنها شد. آنها در ابتدا این ورزش را به‌عنوان یک سرگرمی آغاز کردند، اما پس از شش مبارزه، شروع به برقراری الگویی کردند که در آن تنها زمان محدودی از یک ماه را غیرفعال بودند و حداقل هر دو هفته یک‌بار به باشگاه می‌رفتند. از مراحل اولیه حرفه‌شان، برادران تصمیم گرفتند در دسته‌های مختلف مبارزه کنند تا از مبارزه با یکدیگر جلوگیری کنند.

## حرفه‌ای شدن
در ۸ دسامبر ۲۰۰۹، برادران آرویو از طریق مادرشان، میلگروس آسه‌ودو، اعلام کردند که دیگر تمایلی به ادامهٔ فعالیت در آماتوری ندارند. آنها در این نامه اختلافات خود را با معیارهای ارائهٔ حمایت مالی به ورزشکاران با عملکرد بالا و همچنین تضاد برنامه‌ها با طرح‌هایشان برای دنبال کردن حرفه‌ای این ورزش پس از بازی‌های آمریکای مرکزی و منطقه کارائیب در سال ۲۰۱۰ بیان کردند. این نگرانی‌ها در کنفرانس مطبوعاتی بعدی نیز تکرار شد، جایی که آنها به این نکته اشاره کردند که حمایت از خانواده‌هایشان دلیل اصلی برای ادامهٔ حرفه‌ای بوکس است.
در ۱۲ ژانویه ۲۰۱۰، "آرپی بست بوکسینگ" امضای توافق رسمی هر دو برادر را با این شرکت اعلام کرد. اولین مبارزه حرفه‌ای آرویو برای ۲۷ فوریه ۲۰۱۰ برنامه‌ریزی شده بود و بخشی از برنامه‌ای به نام هاسیندو هیستوریا بود که در آن ویل‌فردو واسکز، جونیور با ماروین سونسونا برای قهرمانی جهان در وزن سوپر بانتام‌ویت مبارزه کرد. حریف او، الیسر سانچز نیز در این مسابقه، یک حرفه‌ای تازه‌کار بود. مبارزه بعد از ۱:۴۶ دقیقه از دور اول به پایان رسید، زمانی که آرویو با یک ضربه سانچز را بی‌هوش کرد و نیاز به کمک پارامدیک و ماسک اکسیژن پیدا کرد. این نتیجه برای او پیروزی با ناک‌اوت را به ارمغان آورد. در دومین مبارزه‌اش، او با قهرمان جمهوری دومینیکن، فرانسیسکو روزاریو، مبارزه کرد. آرویو با ناک‌اوت فنی در دور سوم پیروز شد. در آن مسابقه روزاریو پس از دریافت مشت‌هایی قوی تسلیم شد. حریف بعدی او، ساموئل گوتیرز، از همان دور اول به دفاعی کشیده شد و چندین مشت ترکیبی دریافت کرد و دچار شکستگی بینی شد. در دور دوم، آرویو به حمله ادامه داد و یک ناک‌داون به ثبت رساند که باعث شد داور مبارزه را متوقف کند. در مبارزه بعدی‌اش، او در یک شکست غیرمنتظره به تاکاشی اوکادا باخت که در دور دوم آرویو را ناک‌داون کرد و پیروزی با رأی داوران را به دست آورد.
آرویو با پیروزی با رای داوران در شش دور، مقابل جیووانی فوئنتس نتایج خود را بهبود بخشید. او برای شروع سال ۲۰۱۱، با ناک‌اوت در دور اول مقابل سزار گراجدا پیروز شد. آرویو این پیروزی را با یک پیروزی در پنج دور مقابل اریکسون مارتل دنبال کرد. او سال را با ناک‌اوت‌های فنی در هفت و دو دور مقابل ریگوبرتو کاسیاس و لورنزو ترخو به پایان برد. آرویو در مسابقه بعدی خود مقابل ژیلبرتو مندوزا پیروز شد، زمانی که مندوزا پس از دچار شدن به مصدومیت شانه، از مبارزه کنار کشید، آرویو این مسابقه را به راحتی پیروز شد. در ۲۰ اسفند ۱۳۹۰، او لوئیس مالدونادو را شکست داد و قهرمانی «سازمان جهانی بوکس آمریکای لاتین» را به دست آورد. پس از تکرار عملکرد قبلی‌اش در مبارزه با کاسیاس، آرویو از عنوان قهرمانی خود با ناک‌اوت رونالد راموس در پنج دور دفاع کرد. در ۱۳ بهمن ۱۳۹۱، او با پیروزی در چهار دور مقابل میگل تامایو قهرمانی «شورای جهانی بوکس لاتین» را به دست آورد. با این حال، آرویو دچار مصدومیت در ناحیه دست راست شد و پس از آن وارد دوره‌ای طولانی از نقاهت شد. بازگشت او همراه شد با یک مسابقه برنامه‌ریزی شده با عنوان مسابقات قهرمانی "فدراسیون بین المللی بوکس" که در ۲۹ خرداد ۱۳۹۳ انجام شد. او در این مسابقه با ناک‌اوت در دو دور فرولان سالودار را شکست داد.